# Poblat talaiòtic de Capocorb Vell
El poblat prehistòric de Capocorb Vell pertany a la cultura dels talaiots, és un dels més grans i més ben coneguts de Mallorca, està situat a l'antiga possessió de Capocorb Vell, al municipi de Llucmajor. L'antiguitat és d'uns mil anys abans de Crist i fou ocupat fins ben entrada la colonització romana. Es tracta d'un poblat talaiòtic de l'edat del ferro, és a dir aproximadament el 900 aC. El poblat conté tres torres d'aguait o de defensa als voltants, un centre cerimonial al bell mig i una doble filera d'habitatges al costat d'aquest, i un altre habitatge separat al sud-est. Ara bé, segons algunes troballes de ceràmiques més modernes, es pot afirmar que fou habitat fins entrada l'edat mitjana, entre els segles V i XV. Aquest fet va produir de manera decisiva la ‘’personalització’’ del poblat, és a dir, totes les reformes en les estructures el fan únic, no només per la seva grandària.

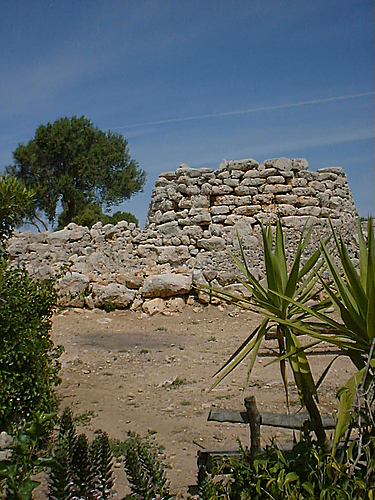
Talaiot circular

Actualment hi resten cinc talaiots, dos de quadrats i tres de rodons (dos d'ells separats de la resta del conjunt), i 28 habitacles en el nucli principal totalment alineades i una sèrie de talaiots i altres tipus d'edificacions a la seva perifèria. S'estenia molt més cap a gregal però amb la construcció de les cases de la possessió, les barraques de roter i bestiar, les parets seques i la carretera que hi passa just devora, es destruí una gran part com per exemple el santuari amb les obres de la carretera. Els dos talaiots quadrats estan units per una murada a la qual hi ha adossades les habitacions. Tenen forma quadrangular, algunes amb una espècie d'avantcambra que pot ser un petit corral pel bestiar menut. Les habitacions tenien una coberta formada per troncs, a manera de bigues, les quals aguantaven un sistema de branques, fang i lloses, tot sostingut per columnes.
En el conjunt destaca el talaiot quadrat del ponent. La seva cambra superior té una pilastra formada per tambors de pedra superposats, amb una alçada total d'uns 2 metres. La seva funció era sostenir la coberta de la cambra, formada per lloses de pedra col·locades en disposició radial i que encara eren visibles a principis del segle xx. Les mides d'aquest talaiot són de 10 m de costat i 6 m d'alçària conservada. Ran de terra de la cambra hi ha un forat, entrada d'una galeria subterrània, d'uns 80 cm d'amplària i una alçada entre els 70 i els 150 cm, i que descendeix suaument en espiral fins a una petita cambra, coberta en part per troncs d'ullastre, cas únic a Mallorca, i que probablement s'emprava com a lloc de culte.
El segon talaiot quadrat, situat a tramuntana, té 8,5 m de costat i una alçària de 4,8 m. Inicialment estava format per dues plantes, amb una cambra inferior en forma d'U, deguda a la construcció d'un mur central que permetia el suport de les lloses que separaven les dues cambres. Els talaiots circulars, que resten sense excavar, tenen uns diàmetres d'uns 10–12 m.
Aquest poblat fou excavat parcialment per l'Institut d'Estudis Catalans (1918-20) sota la direcció de Josep Colominas i Roca (el 1959 hi fou elevat un obelisc a la seva memòria) en col·laboració amb Josep Malbertí Marroig. L'equip de treball trobà algunes restes com pedres de molins, a més de fer esquemes sobre les estructures dels talaiots. L'estudi de Colominas no acabà a Capocorb Vell, també excavà altres finques de Llucmajor, com Son Cresta i Son Taixaquet. Colomines excavà 2900 m² dels 7000 m² del nucli més important. Els materials són al Museu d'Arqueologia de Barcelona. D'altres investigadors hi realitzaren treballs essent el darrer Bartomeu Font Obrador que el 1969 estudià un habitacle complex. La troballa més important és una banya de bronze rematada per un capet de toro de 21 cm de llargada, avui desapareguda. Donada la seva importància històrica i arqueològica, el conjunt fou declarat Monument Històrico-Artístic Nacional el 1931.

## Estat de conservació
Actualment l'estat de conservació del jaciment és més que acceptable. Les torres d'aguait es conserven en bon estat arribant dues d'elles als dos metres d'altura, encara que estan parcialment esbucades conserven gran part de la configuració i el material. Els habitatges i el centre cerimonial es troben en més mal estat, segurament per la grandària de les pedres, ja que, en ser més petites, degueren ser reutilitzades pels pagesos de les finques properes per fer-hi marges. L'accés al jaciment també és més que acceptable, ja que es troba arran de la carretera militar (MA-6014, km 23), aproximadament a una mitja hora de Palma, i a uns 20 minuts de Llucmajor, si es vol anar pel camí de s'Àguila o de Cas Busso, on trobarem la senyalització per arribar al jaciment. El jaciment es troba al municipi de Llucmajor, és d'àmbit privat i l'entrada costa uns 2 euros, està regentat per un bar que cuida i arregla la vegetació que envolta el jaciment perquè no es deteriori.
Com bé hem dit abans, les torres presenten una altura major a dos metres, concretament uns 6 metres, i un 50-90% de proves de configuració i materials, el centre cerimonial presenta unes característiques idèntiques, excepte la construcció circular. En tant als habitatges, també presenten una altura superior a dos metres, al voltant de 3 metres, i les proves de configuració i materials entre un 50-90%, ja que falten bastants materials però encara es veu la funció de la construcció. La identificació d'estructures és de més de 30, uns 28 habitatges, tres torres de defensa, un centre cerimonial i un habitatge apartat, és a dir 33 estructures identificades.
Dins la puntualització de la Guia de Riscos i Potencialitats  conté una nota de 5 sobre la mitjana de monumentalitat del conjunt, ja que tant l'altura, les proves de configuració i materials com la superfície contenen uns nivells alts. L'índex de significació social del bé resulta una nota de 4, les publicacions sobre el jaciment són molt nombroses amb una informació història de recorregut, començant des de fa 100 anys aproximadament (abans de Colominas) i el nivell de valoració social és complet, ja que recull tots els requisits (senyalitzat, publicacions divulgatives, integrat en un itinerari...). El potencial educatiu i formatiu rep una nota de 2, ja que es pot permetre una interacció interactiva amb el grup i es pot trobar recursos web i guies turístiques per anar a visitar el jaciment. L'índex d'accessibilitat és bastant elevat, ja que les condicions no podrien ésser millors per a la visita, té una nota de 4.5. Com hem dit abans es troba arran de la carretera i, el temps entre aquesta i el jaciment és menor a un minut, just davant l'entrada s'hi troba un gran aparcament a ambdues parts de la carretera. L'índex de condicionament del bé és de 2 perquè el jaciment es troba netejat de vegetació, a les estructures, està condicionat, restaurat i consolidat. La senyalització gràfica del jaciment li atorga una puntuació de 2 a l'índex d'interpretació del bé.
Com bé hem dit abans el primer arqueòleg que començà a excavar al jaciment fou Josep Colominas Roca, amb la col·laboració de Josep Malbertí, tot i que la seva feina també tractà la neteja de vegetació de la zona. Lluís Ferbal i Andreu Crespí, gràcies a una beca J.March, treballaren en la prospecció i excavació continuant les obres de Colominas (Op.cit. pàg.9). Al jaciment com bé hem dit trobam tres torres de defensa de planta circular d'uns sis metres d'altura i més de tres de circumferència, format per grans pedres (al sud, nord-est i nord-oest); també trobam una filera d'habitatges entre les torres nord-est i nord-oest, d'uns 80 metres de longitud entre totes i uns tres metres d'altura, de planta quadrangular i pedra mitjana-gran (ja que tan sols queden les zones més baixes de paret). El centre cerimonial es troba adjacent als habitatges, ara bé presenta una altura superior, d'uns 5–6 metres d'alçada i una planta quadrangular, també s'ha de dir que existeix una planta inferior al centre (ja que des d'allà on podem observar és la primera altura) però no s'hi pot entrar per motius de seguretat i preservació de l'estructura. Els materials més importants que es varen trobar foren unes rodes de molins, copinyes, anses d'àmfora i una banya de bronze encapçalada per un cap de brau (Op.Cit. B. Font Obrador: pàg.53-55).
Segons s'explica a l'obra El poblado prehistórico de Capocorb Vell de Bartomeu Font i Obrador i Guillem Rosselló Bordoi el poblat era segurament un centre cerimonial de la resta de poblats dels voltants, així també s'hipotetitza l'existència d'un altre poblat ben devora, actualment on hi ha les cases de Capocorb Vell, a uns 350 metres. Això es deu principalment al fet que els pobladors cristians solien establir-se a prop de jaciments per aprofitar la pedra d'aquests i construir-hi les cases de possessió.
En conclusió, el jaciment de Capocorb Vell és un dels més ben conservats i complets de tota Mallorca. A més a més de ser únic gràcies a la permanència de pobladors fins ben entrada l'edat mitjana.

## Com arribar
Per arribar al poblat, la ruta més ràpida és arribar primer fins al poble de Llucmajor i anar bé pel camí de s'Àguila o pel camí de Cas Busso fins a arribar a la carretera militar (MA 6014) allà ens dirigirem fins al quilòmetre 23 de dita carretera i trobarem el poblat, que conté un parking propi gratuït per als vehicles dels visitants del conjunt.
A prop de Capocorb Vell és el Talaiot de Capocorb d'en Jaquetó.